# Conrad Alexander Fabritius de Tengnagel
 Der er flere personer med dette navn, se Conrad Alexander Fabritius de Tengnagel (stiftamtmand).
Conrad Alexander Fabritius de Tengnagel (8. august 1731 i København – 13. september 1805) var en dansk handelsmand og konferensråd.
Han fødtes i København 8. august 1731 og begyndte sin virksomhed under gunstige auspicier som søn af Michael Fabritius. Han var kun 15 år gammel, da denne døde (1746), og ledelsen af huset Fabritius & Wever gik over på hans Kompagnon, etatsråd Wever, som ægtede enken, men Fabritius tog sikkert selv tidlig del i forretningerne, da han allerede 1757 udnævntes til agent. Huset, der førte bank- og kommissionsforretninger, samlede sig betydelige rigdomme, især ved Asiatisk Kompagni, hvori han 1759 blev hovedparticipant og siden flere gange i længere årrækker direktør. Fabritius var nemlig så heldig at opleve begge de for Danmarks handel glimrende perioder, under den amerikanske uafhængighedskrig og Den franske Revolution, uden at få det eftersmæk at føle, som krigen med England, der begyndte 2 år efter hans død, medførte. I øvrigt satte Fabritius også egne ostindiefarere i fart, da kompagniets eneret hertil 1772 ophævedes, og ejede et skibsværft på Christianshavn. I kompagniets anliggender tog han personlig levende del, således 1772, da han var i spidsen for de interessenter, der forfattede den nye konvention, som vakte heftig modsigelse og gav anledning til en hel pennefejde, hvori Fabritius også deltog. At hans Virksomhed her ej heller har været uden frugt, vidner Thaarup om i sine efterretninger om Kompagniet, hvori han nævner ham blandt de mænd, hvis udbredte handelskyndighed og foretagelsesånd og hvis handelshuses storhed, forbindelser og kredit ved mange lejligheder kom kompagniet til gode.
Agent Fabritius, der 1760 havde taget borgerskab som groshandler, var ualmindelig hurtig steget på rangstigen; 35 år gammel blev han etatsråd, 2 år efter konferensråd; og samtidig med at familiens rigdom forøgedes, steg også dens Anseelse ved fornemme Forbindelser. Fabritius' ældste søster havde ægtet konferensråd, baron Iselin (og ægtede efter dennes død generalmajor J.F. Classen), 3 andre var gift med generalmajorerne Jacob Frederik Schaffalitzky de Muckadell og Johan Frederik Gyldenstierne Sehested og admiral F.C. Kaas, og moderen havde 1763 efter etatsråd Wevers død ægtet generalmajor de Longueville og var 1768 blevet dekoreret med ordenen L'union parfaite. For at hævde sin anseelse i disse kredse søgte Fabritius adelspatent for sin afdøde fader og hans afkom og optoges 9. september 1778 i adelstanden under navnet Fabritius de Tengnagel til minde om en mødrene ascendent af hollandsk adel, der skal have gjort sig fortjent under Frederik 3.
Fabritius ejede Enrum ved Vedbæk, var kunstmæcen og hørte til de få handlende her hjemme, der førte et virkelig stort Hus, hvor en samtidig berejst Verdensmand 1791 kunde finde "den Tone, som fordum herskede hos de rige Financiers i Frankrig". Hans hus var muntert og musikalsk, og adskillige fremhæver hans åbne øje for den fornøjelige Side af livet, hvormed det synes at harmonere, at han 1783 havde en plan om at få Gjethuset på Kongens Nytorv overladt til en offentlig forlystelsesanstalt, som dog aldrig virkeliggjordes. Han bevarede sin ungdommelighed i en høj alder og døde 13. september 1805. Hans hustru, Debora f. Kloppenburg, hvem han havde ægtet 27. April 1758, en datter af Peter K. i Amsterdam og Johanne Marie f. von Laban-Ehelieden, var født 29. Juni 1739 og døde 2. november 1814.